# Thornby (Kumbria)
Thornby – wieś w Anglii, w Kumbrii. Leży 11 km na zachód od miasta Carlisle i 422 km na północny zachód od Londynu.